# Armando Betancourt
Porfirio Armando Betancourt (La Lima, 10 ottobre 1957 – San Pedro Sula, 28 luglio 2021) è stato un calciatore honduregno, di ruolo attaccante.
È morto per complicazioni da Covid-19 nel 2021.

## Carriera

### Club
Figlio d'arte (suo padre, Porfirio Betancourt, giocò nel Club Deportivo Olimpia e due suoi zii nel Club Deportivo Platense), iniziò la sua carriera nel 1976 con la Cervecería Hondureña, per poi passare l'anno successivo al Club Deportivo Marathón. Nel 1979 si iscrisse all'Università dell'Indiana; di conseguenza, militò nelle file della squadra calcistica universitaria disputando il campionato NCAA. Terminati gli studi, nel 1981 il St. Louis Steamer, della Major Indoor Soccer League, lo contattò per un ingaggio, ma il calciatore rifiutò la proposta e rientrò in Honduras, accasandosi al Real España.
Al termine del campionato del mondo 1982, venne acquistato dallo Strasburgo, dove trascorse 2 stagioni. Nel 1984 ritornò negli Stati Uniti, stavolta per partecipare alla Major Indoor Soccer League, dapprima con il St. Louis Steamer e successivamente con il Kansas City Comets; in mezzo figura la stagione 1985-1986 trascorsa in Spagna con il Logroñés. Nel 1988 fece ritorno al Marathón, concludendo lì la carriera calcistica.

### Nazionale
Nel 1977 fece parte della selezione Under-20 dell'Honduras che partecipò al primo Mondiale di calcio di categoria.
Pur non essendo mai stato chiamato per alcuna delle partite di qualificazione per il campionato del mondo 1982, venne convocato in extremis dal commissario tecnico José de la Paz Herrera per sostituire l'infortunato Jimmy James Bailey. Al Mondiale spagnolo disputò da titolare tutte e tre le partite giocate dalla Nazionale honduregna nella prima fase a gruppi.
In seguito partecipò alle partite di qualificazione per il campionato del mondo 1986, ma l'Honduras fallì nell'intento di accedere alla fase finale dei Mondiali.